# Fleurigné

Fleurigné este o comună în departamentul Ille-et-Vilaine, Franța. În 1 ianuarie 2021 avea o populație de 917 de locuitori.